# Suh Hyo-won
Pour les articles homonymes, voir Seo.
Dans ce nom coréen, le nom de famille, Seo, précède le nom personnel Hyo-won.
Suh Hyo-won ou Seo Hyo-won, née le 10 mai 1987 à Gyeongju est une pongiste sud-coréenne.
Elle a participé aux Jeux olympiques d'été de 2016 dans l'épreuve simple femmes dans lequel elle éliminée au quatrième tour par Cheng I-ching.